# Interstate 155 (Missouri-Tennessee)
Interstate 155 este o șosea din Statele Unite ale Americii, ce leagă statele Missouri și Tennessee. Ea pornește din șoseaua interstatală 55 lângă Hayti, Missouri, trece râul Mississippi și granița dintre statele Missouri și Tennessee, având capătul de est în șoseaua interstatală 51, lângă Dyersburg, Tennessee.